# Alexander von Dönhoff
Alexander Graf von Dönhoff (* 9. Februar 1683 in Königsberg; † 9. Oktober 1742 in Berlin) war ein preußischer Generalleutnant und Vertrauter des Königs Friedrich Wilhelm I.

## Leben
Graf Alexander stammte aus der Familie Dönhoff und war der Sohn von Friedrich von Dönhoff und Eleonore Katharina Freiin von Schwerin. Er wurde am 30. November 1699 Fähnrich in brandenburgischen Diensten. Dann ging er nach Hessen-Kassel, wo er 1701 Kapitän wurde und am spanischen Erbfolgekrieg gegen Frankreich teilnahm. 1704 wurde er Major, am 9. Februar 1705 Oberstleutnant und kämpfte in den Jahren 1706 und 1707 in Oberitalien. Er wurde Generaladjutant des Erbprinzen Friedrich von Hessen-Kassel. Am 27. Dezember 1709 bekam er als Oberst ein eigenes Regiment und wurde 1720  kurhessischer Generalmajor. Am 13. Juli 1722 war er Generalmajor in preußischen Diensten und am 10. September Chef eines Regiments zu Fuß (1806: No. 13). Im Prozess gegen den preußischen Kronprinzen Friedrich und Hans Hermann von Katte 1730 war er Mitglied des Kriegsgerichts. 1734 begann er mit der Bebauung des später nach ihm benannten Dönhoffplatzes in Berlin. In den Jahren 1734 und 1735 machte er den Feldzug am Rhein mit und wurde am 7. Juni 1737 zum Generalleutnant befördert. Am 24. Juni 1740 schied er aus dem aktiven Dienst aus.

## Familie
Am 31. Oktober 1720 heiratete er Charlotte Gräfin von Blumenthal († 28. September 1761 in Berlin; Tochter des Grafen Adam Ludwig, preußischen Obersten und Kammerherrn), mit der er zwei Söhne und drei Töchter hatte. Sein Sohn Friedrich Ludwig von Dönhoff (* 10. Februar 1724; † 19. Juni 1778) wurde ebenfalls Generalmajor, jedoch in Österreich. Das durch Graf Alexander begründete Haus Beynuhnen in Preußen und Österreich erlischt jedoch bereits 1838 mit seinem Enkel, bzw. 1888 mit dessen Töchtern. Ferner hatte das Paar folgende Kinder:
- Friedrich Wilhelm (* 8. Februar 1723; † 1. Dezember 1774)

⚭ Sophie Eleonore von Greif und Lindsay
⚭ Anna Sophie Charlotte von Langermann (* 16. Mai 1740; † 31. August 1793) (Tochter von Adolf Friedrich von Langermann)
- Sophia Eleonore (1721–1742)
- Friederike Wilhelmine Charlotte (* 19. September 1726; † Januar 1794) ⚭  Graf Victor Friedrich von Solms-Sonnenwalde (* 16. September 1730; † 24. Dezember 1783)
- Luise Auguste Amalia (* 23. Juli 1730; † 29. April 1768)

⚭ Carl Georg August von Oppel (1725–1760), württembergischer Geheimrat
⚭ Ulrich Friedrich Freiherr von Stirn (Stiern) (* 29. Juni 1740; † 18. September 1796) Herr auf Lugowen, Legationsrat